# Miss Namibia

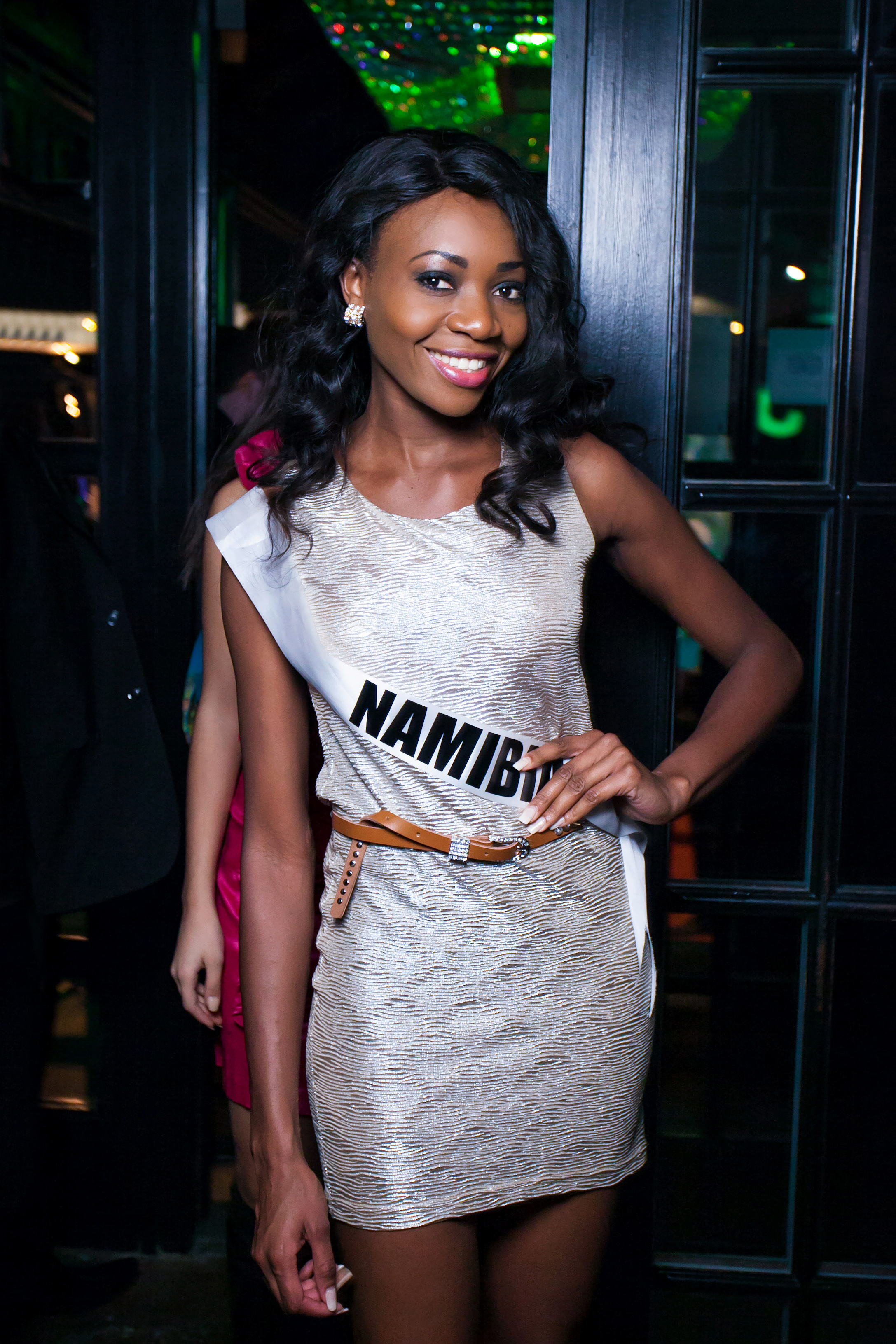
Paulina Malulu, Miss Namibia 2013

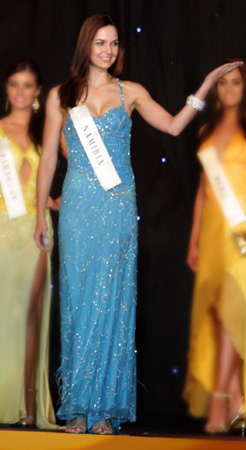
Marelize Robberts, Miss Namibia 2008

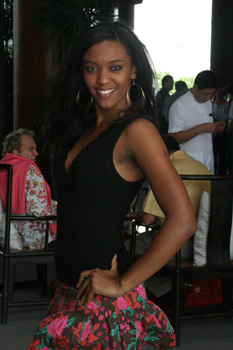
Marichen Luiperth, Miss Namibia 2007

Miss Namibia ist ein jährlich stattfindender nationaler Schönheitswettbewerb in Namibia. Er wird seit 1980 ausgetragen. Bis 1989 wurde der Wettbewerb noch (unter gleichem Namen) im damals noch zu Südafrika gehörenden Südwestafrika ausgetragen. Die Marke und Veranstaltung ist seit 2023 in alleinigem Besitz der Namibian Broadcasting Corporation (NBC).
2018 gab es mit dem Schönheitswettbewerb Miss Republic of Namibia (Cultural Ambassador) eine Konkurrenzveranstaltung zur Miss Namibia-Wahl. Eine weitere Wahl (seit 2021) ist die der Miss Supranational Namibia, deren Siegerin an der Miss-Supranational-Wahl teilnimmt.
Namibische Kandidatinnen können traditionell selber über eine Teilnahme an der Miss World bzw. Miss Universe entscheiden. Meist nehmen diese an der Miss Universe teil, die Zweitplatzierte der Miss Namibia an der Wahl zur Miss World.

## Miss Namibia

### Seit 1989
| Jahr | Name                             | Anmerkung |
| ---- | -------------------------------- | --- |
| 1989 | Emsie Esterhuizen                | |
| 1990 | Ronel Liebenberg                 | |
| 1991 | Michelle McLean                  | Miss Universe 1992, Top 5 Miss World 1991 |
| 1992 | Anja Schroeder                   | |
| 1993 | Barbara Kahatjipara              | Miss Universe Congeniality 1994 |
| 1994 | keine Austragung des Wettbewerbs | |
| 1995 | Patricia Burt                    | |
| 1996 | Faghma Absalom                   | |
| 1997 | Sheya Shipanga                   | |
| 1998 | Retha Reinders                   | |
| 1999 | Vaanda Katjuongua                | |
| 2000 | Mia de Klerk                     | Face of Africa World 2000 |
| 2001 | Michelle Heitha                  | |
| 2002 | Ndapewa Alfons                   | Top 10 Miss Universe 2003 |
| 2003 | Petrina Thomas                   | |
| 2004 | Adele Basson                     | |
| 2005 | Leefa Shiikwa                    | Ihr wurde der Titel nachträglich aberkannt, da sie bei ihrer Teilnahme – entgegen der Wettbewerbsordnung – bereits verheiratet war.                                     |
| 2006 | Anna Svetlana Nashandi           | Top 17 Miss World 2006, Top 24 Miss World Sports 2006 |
| 2007 | Marichen Luiperth                | |
| 2008 | Marelize Robberts                | Top 32 Miss World Top Model 2008 |
| 2009 | Happie Ntelamo                   | Top 20 Miss World Beach Beauty 2009 |
| 2010 | Odile Gertze                     | Top 25 Miss World 2010, Top 20 Miss World Talent 2010 |
| 2011 | Luzaan van Wyk                   | |
| 2012 | Tsakana Nkandih                  | |
| 2013 | Paulina Malulu                   | |
| 2014 | Brumhilda Ochs                   | |
| 2015 | Steffi van Wyk                   | Miss World Sports & Fitness 2015 |
| 2016 | Lizelle Esterhuizen              | |
| 2017 | Suné January                     | |
| 2018 | Selma Kamanya                    | |
| 2019 | Nadja Breytenbach                | |
| 2021 | Chelsi Shikongo                  | Teilnahme bei Miss Universe 2021 (die Zweitplatzierte Annerie Maré nimmt hingegen an Miss World 2021 teil; Chanique Rabe gewann den Titel Miss Supranational 2021)      |
| 2022 | Cassia Sharpley                  | Teilnahme bei Miss Universe 2022 (die Zweitplatzierte Leone van Jaarsveld nimmt hingegen an Miss World 2022 teil, die Drittplatzierte Diana Andimba an Miss Earth 2022) |
| 2023 | Jameela Uiras                    | Miss Universe Face of the Universe 2023 |
| 2024 | Prisca Anyolo                    | |
| 2025 | Johanna Swartbooi                | |

### Vor 1989
Die nachstehenden Siegerinnen erhielt ebenfalls den Titel „Miss Namibia“ jedoch vor der Unabhängigkeit Namibias.
- 1980: Bernice Tembo
- 1981: Antoinette Knoetze
- 1982: Desere Kotze
- 1983: Astrid Klotzch
- 1984: Peta Harley-Peters
- 1985: Alice Pfeiffer
- 1986: Jo-Rina Meyer
- 1987: Bianca Pragt
- 1988: Caroline du Preez

## Miss Republic of Namibia

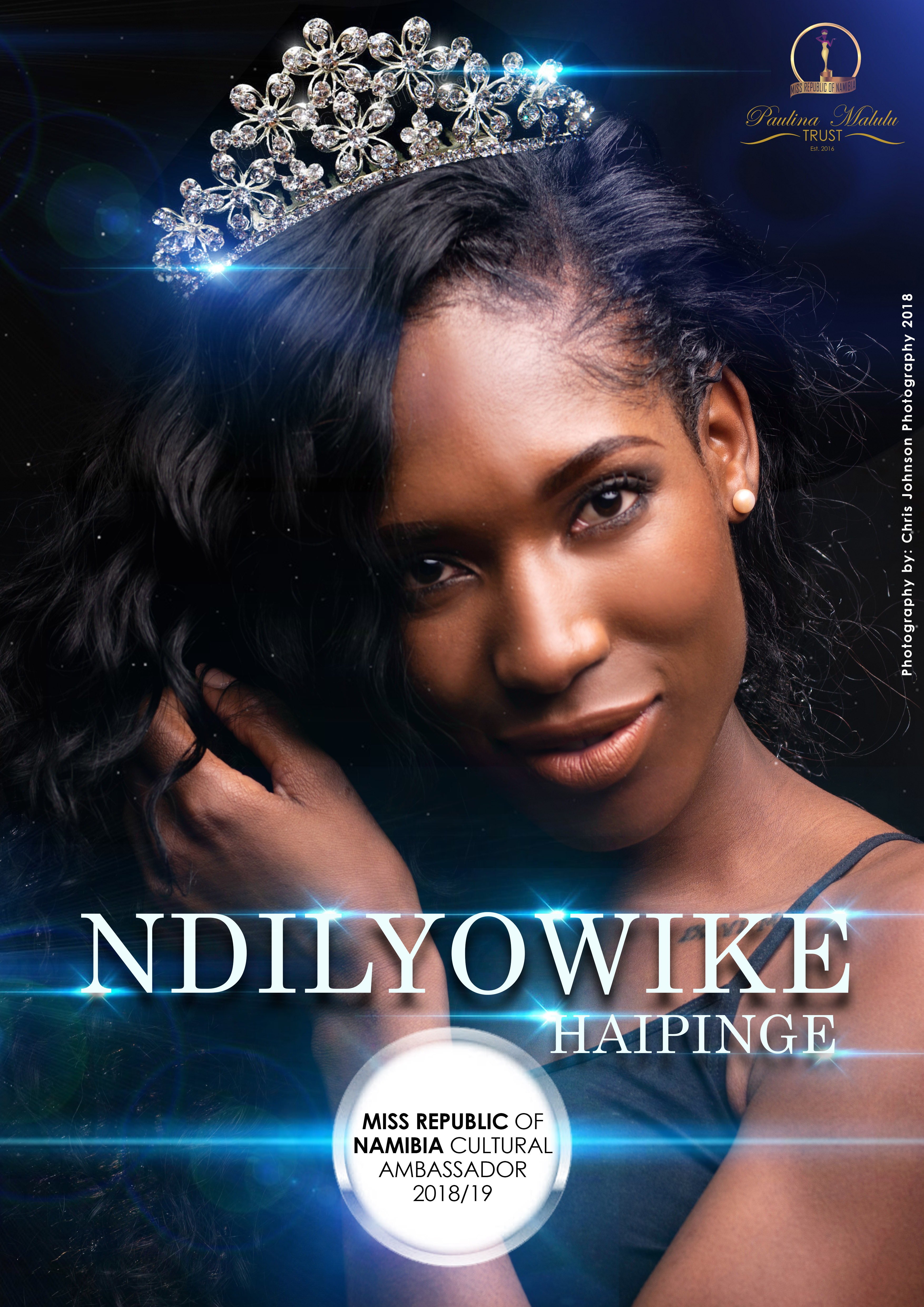
Ndilyowike Haipinge

- 2018: Ndilyowike Haipinge

## Miss Supranational Namibia

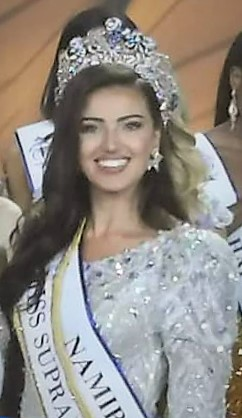
Chanique Rabe

| Jahr | Name                  | Anmerkung                            |
| ---- | --------------------- | ------------------------------------ |
| 2011 | Susanna Maria Van Zyl |                                      |
| 2012 | Ester Shatipamba      | Miss Congeniality Supranational 2013 |
| 2017 | Meriam Kaxuxwena      | Best Body Supranational 2018         |
| 2018 | Ndilyowike Haipinge   |                                      |
| 2019 | Yana Haenisch         | Top 2 Miss Supranational World 2020  |
| 2020 | Chanique Rabe         | Miss Supranational World 2021        |